# Воткінське водосховище
Воткінське водосховище (рос. Воткинское водохранилище) — водосховище на території Пермського краю і Удмуртської Республіки. На берегах водосховища розташовані міста Перм, Краснокамськ, Нитва, Оханськ, Оса, Чайковський.
Утворене греблею Воткінської ГЕС на Камі. Заповнення відбувалося в 1962—1964 роках.
Піднімає рівень Ками на висоту 23 метри. У водосховище впадає 57 невеликих річок. Після заповнення утворилися широкі плеса глибиною 20-25 м, судновий хід було спрямлено і розширено до 300—400 м.
- Характеристики:
  - площа 1120 км ²,
  - об'єм 9,4 км ³,
  - довжина 365 км,
  - найбільша ширина 9 км,
  - середня глибина 8,4 м,
  - найбільша глибина не перевищує 28 метрів,
  - рівень коливається в межах 4 м.

Водосховище створено в інтересах енергетики та водного транспорту, використовується для:
- здійснення сезонного регулювання стоку;
- рибальства: лящ, щука, судак, в'язь тощо